# Tony e Maria
Tony e Maria è un cortometraggio del 1999 diretto da Bruno Bozzetto. Il corto ha avuto quattro seguiti intitolati Tony e Maria: Monsters, Tony e Maria: Horror, Tony e Maria: Far West e Tony e Maria: War